# Halina Wasielke-Cieślak
Halina Wasielke-Cieślak (ur. 28 kwietnia 1946 w Gdyni) – polska artystka fotograf. Członkini Okręgu Gdańskiego Związku Polskich Artystów Fotografików. Członkini Stowarzyszenia Marynistów Polskich. Inicjatorka utworzenia Morskiego Towarzystwa Fotograficznego w Gdyni.

## Życiorys
Halina Wasielke-Cieślak, absolwentka Liceum Sztuk Plastycznych w Gdyni Orłowie (1965), związana z gdańskim środowiskiem fotograficznym – mieszka i tworzy w Gdyni. Pracowała w pracowni plastycznej portu gdyńskiego oraz (przez wiele lat) we własnej pracowni fotograficznej. Była uczennicą gdyńskich artystów fotografów – Bolesławy Zdanowskiej oraz jej męża Edmunda Zdanowskiego. Miejsce szczególne w jej twórczości zajmuje fotografia architektury, fotografia krajobrazowa, fotografia martwej natury, fotografia marynistyczna, fotografia podróżnicza, fotografia przemysłowa, fotografia przyrodnicza, fotografia reklamowa oraz fotografia reportażowa. Związana z fotografią artystyczną od połowy kat 60. XX wieku – wówczas, w 1967 roku jej fotografie po raz pierwszy wyróżniono, podczas Festiwalu Kulturalnego Związku Zawodowego Marynarzy i Portowców.
Halina Wasielke-Cieślak jest autorką kilkudziesięciu wystaw indywidualnych, współautorką wielu wystaw zbiorowych oraz wystaw pokonkursowych; w Polsce i za granicą, na których uzyskała kilkadziesiąt akceptacji, medali, nagród, wyróżnień, dyplomów, listów gratulacyjnych (m.in. Grand Prix na krajowym Biennale Krajobrazu w 1989 roku).
Halina Wasielke-Cieślak w latach 70. XX wieku była inicjatorką założenia Morskiego Towarzystwa Fotograficznego w Gdyni. W 1984 roku została członkinią Stowarzyszenia Marynistów Polskich w Warszawie. W 1986 roku została przyjęta w poczet członków rzeczywistych Okręgu Gdańskiego Związku Polskich Artystów Fotografików (legitymacja nr 623). W 1989 roku została laureatką Nagrody Ministerstwa Transportu i Żeglugi – za marynistyczną twórczość fotograficzną.
Prace Halina Wasielke-Cieślak znajdują się (między innymi) w zbiorach Muzeum Miasta Gdyni.

## Odznaczenia
- Medal im. Jana Bułhaka (1985)
- Złoty Medal Federacja Amatorskich Stowarzyszeń Fotograficznych w Polsce
- Medal 150-lecia Fotografii (1989)
- Złota odznaka honorowa „Zasłużony Pracownik Morza” (1991)

Źródło

## Publikacje (albumy)
- Gdynia pod żaglami (2003)[11][12]
- Słoneczna Gdynia
- Port Gdynia
- Ołtarze Papieskie na Pomorzu
- Rumia Miasto w Pradolinie
- Gdynia morzem pachnąca (2017)[13]
- Gdynia morzem pachnąca II (2018)[14][15]

Źródło